# Phare de Dueodde
Le phare de Dueodde (en danois : Dueodde Fyr) est un phare au Danemark, situé sur l’île de Bornholm. Il a été construit entre 1960 et 1962 et mis en service le 15 août 1962. Il mesure 47 m de hauteur, avec une hauteur focale de 48 m. C’est le point nodal de la côte sud-est, avertissant les navires de se tenir à l’écart de l’extrémité sud de l’île. Le phare de Dueodde est le plus haut phare du Danemark et l’un des phares les plus importants de la mer Baltique,,.

## Géographie
Bornholm présente une topographie variée, telle que Almindingen, Hammeren, Jons Kapel, Paradisbakkerne, Rytterknægten et Dueodde. Le phare a été construit sur le côté ouest des dunes de sable de Dueodde, à l’extrémité sud de l’île.

## Construction
Les fondations de la tour sont constituées de pieux en béton armé de 14 m de long, ce qui a nécessité deux saisons hivernales rigoureuses. L’eau pour la construction a été puisée dans la mer Baltique à l’aide d’une canalisation de 700 m de long, posée sur la pente de la colline. Après l’achèvement des fondations, la construction de la tour a été reprise et achevée rapidement à l’aide d’une procédure de coffrage coulissant pour élever la tour cylindrique en béton, de forme hexagonale, à une hauteur de 45 m sans les accessoires,,. Les matériaux utilisés pour la construction comprenaient 300 m3 de béton de ciment et 50 tonnes d’acier pour l’armature.

## Architecture et accessoires
Le phare est équipé d’une lentille de Fresnel rotative avec une hauteur de focale de 48 m. Avec sa lanterne et sa double galerie, la tour a une hauteur totale de 47 m. La lentille de Fresnel (1886) du phare de Dueodde Nord a été transférée sur cette tour. L’alimentation électrique de 1000 watts est fournie par le service public comme source d’éclairage pour la lampe à incandescence, qui, avec la lentille et la hauteur du brûleur, fournit une portée visuelle d’environ 35 km. La focale fournit trois éclairs blancs toutes les dix secondes,,. Il y a 197 marches jusqu’au sommet de la tour qui offre une vue panoramique, si le temps le permet, sur la mer et les plages de sable blanc. C’est le seul phare de Bornholm qui est ouvert au public, mais à des heures irrégulières,.

## Gallery

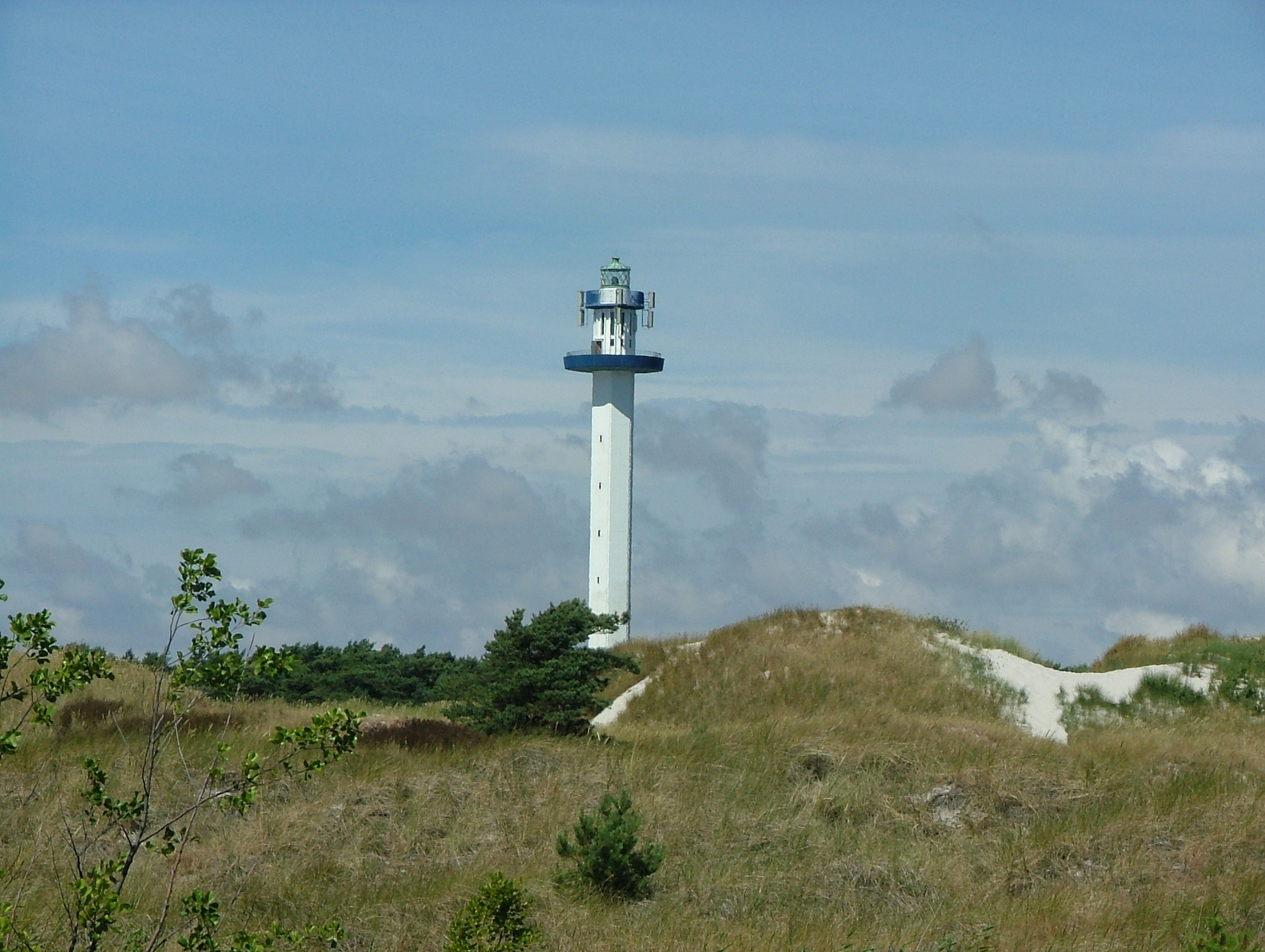
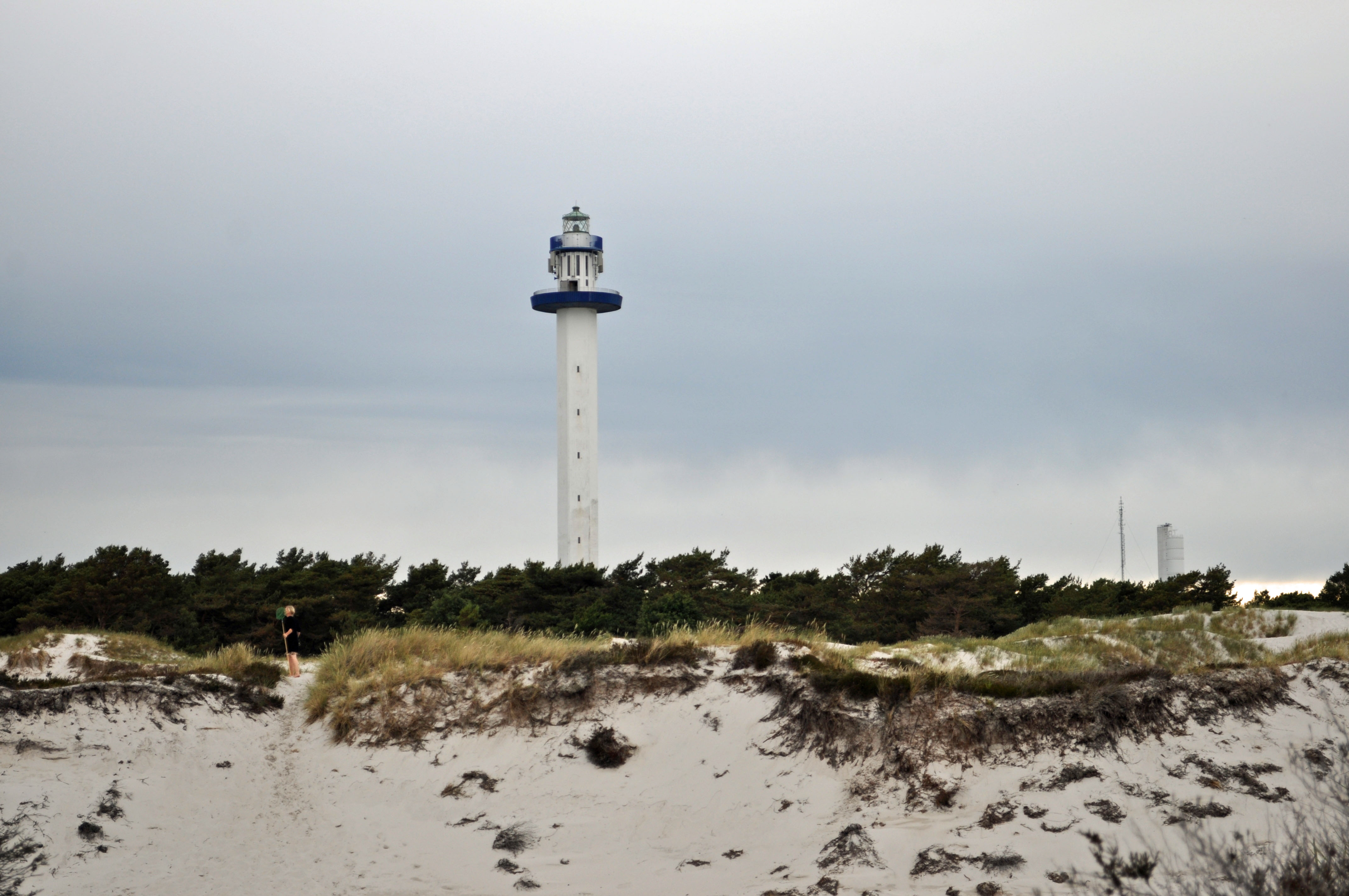
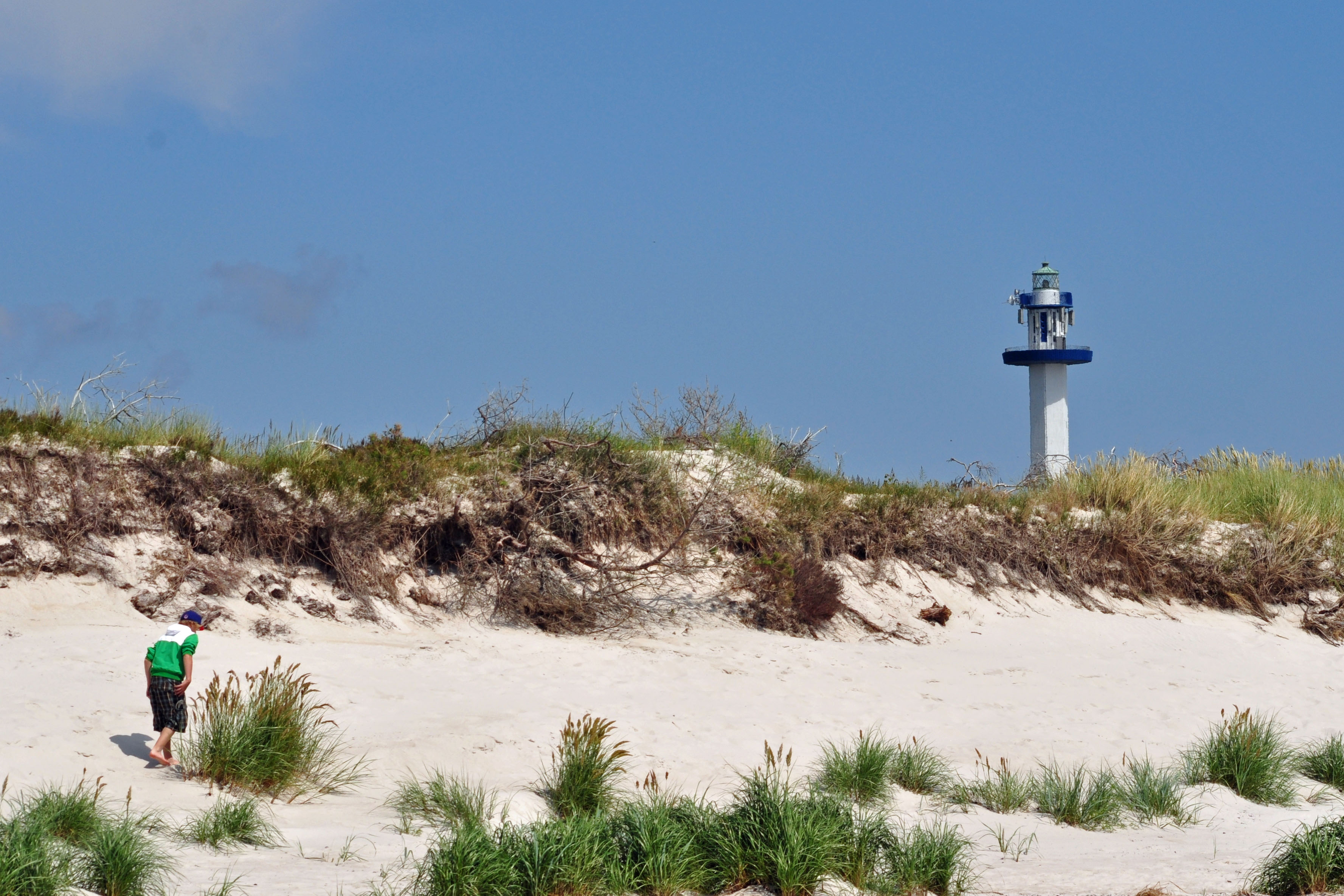
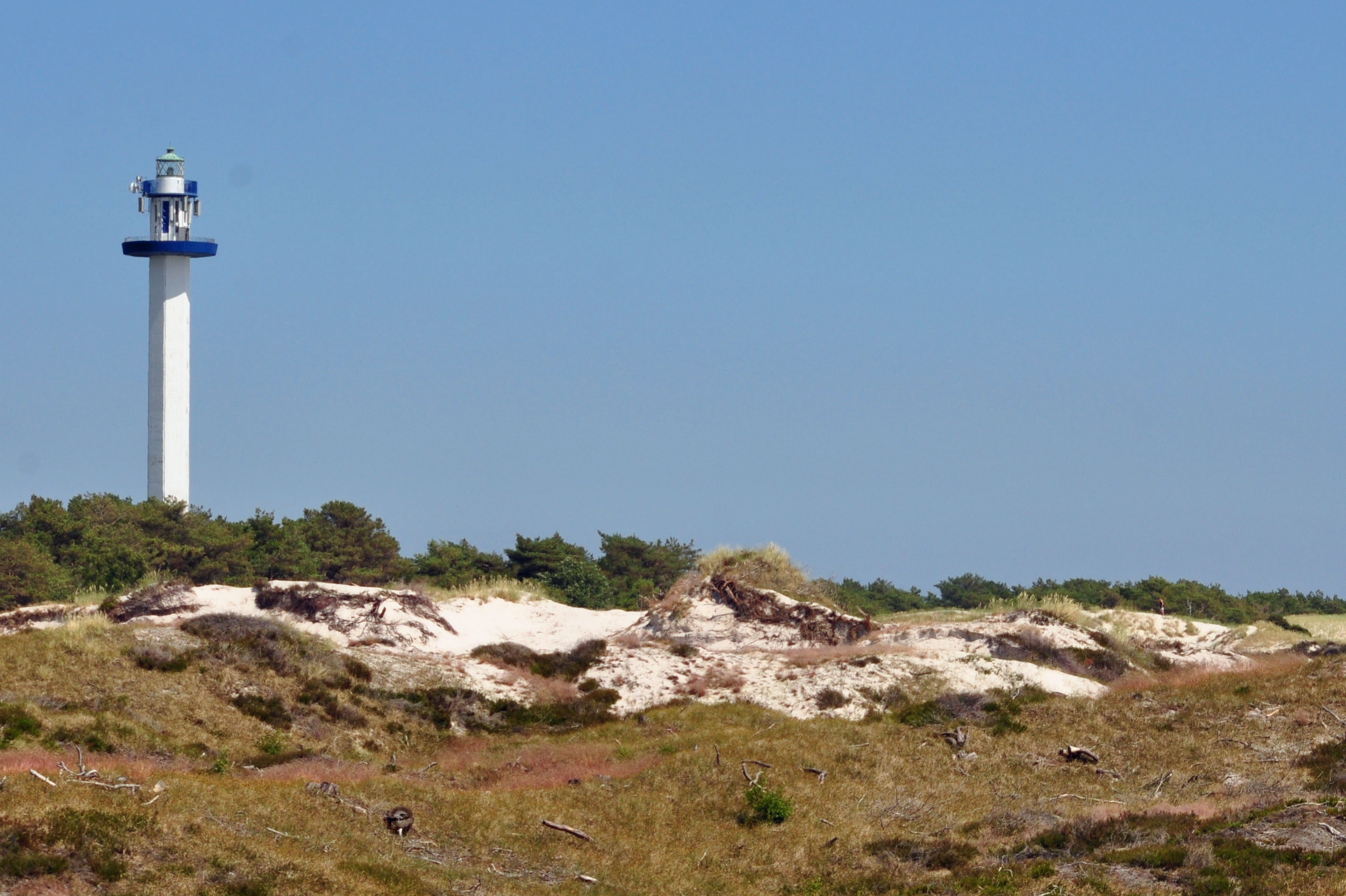